# Diktatūra
Diktatūra – litewski zespół wykonujący pagan metal o bardzo wyraźnym wydźwięku nacjonalistycznym. Grupa rozpoczęła działalność w 1995 r. z inicjatywy trzech muzyków: Slibinas (gitara, wokal), Kaminas (gitara basowa) oraz Indėnas (perkusja). Zespół początkowy tworzył głównie skin rocka i prezentował skrajnie prawicowe poglądy. Jednak z biegiem lat ich styl dojrzewał, aż w końcu polityka w ich twórczości zeszła na drugi plan. Teksty są wykonywane w języku litewskim i opowiadają o wojnie, zwyczajach, a także tradycji i kulturze Litwy. Wcześniejsza twórczość miała podłoże skrajnie prawicowe nawołujące do nienawiści na tle narodowościowym i rasowym.

## Skład zespołu
- Pinčiukas – gitara elektryczna, wokal
- Kaminas – gitara elektryczna, back wokal
- Andrė – gitara basowa
- Smėlis – perkusja

## Dyskografia
- Metas, 1996 (Pora)
- TvarkOi!, 1997 (W porządku)
- Tuzinas, 1998 (Tuzin)
- Mūsų – Jūsų, 2000 (Nasze – Wasze)
- Pasaulis Apsivers, 2001 (Świat się obróci)
- Žemė, 2003 (Ziemia)
- Kitokios Dainos, 2003 (Inne piosenki)
- Baltai, 2004 (Bałtowie)
- Lietuvai, 2006 (Litwie)
- Neliksim užmiršti, 2008 (Nie zostaniemy zapomniani)
- Duona, 2015 (Chleb)